# Kostel svatého Vincence (Heiligenblut)
Farní a poutní kostel svatého Vincence je gotický trojlodní halový kostel. Nachází se na strmém svahu jižně od obce Heiligenblut v rakouském národním parku Velké Taury v nadmořské výšce 1288 metrů.

## Historie
První písemná zmínka o kostele pochází ze 13. století, kdy na jeho místě stála původní kaple sloužící k poutním účelům, jejíž stavba byla zahájena roku 1271 a zcela dokončena byla v roce 1301.
Kromě funkce poutního místa kaple sloužila také jako místo pro uložení náboženských relikvií.
Následně v druhé polovině 14. století byla zahájena výstavba rozšíření kaple, zahrnující vybudování gotického presbytáře, pod nímž se nachází klenutá krypta s hrobkou blahoslaveného Brictia, ve které se údajně nachází jeho ostatky. Dokončení této etapy se datuje k roku 1430.
Na presbytář navazuje hlavní loď vysoká 13 metrů, jenž je od presbytáře oddělena vítězným obloukem, který byl společně s hlavní lodí dokončen v letech 1483.
Výsledná podoba kostela s hranolovitou kostelní věží vysokou cca 34 metrů, zakončenou velmi strmou střechou ve tvaru osmidílného jehlanu byla dokončena do roku 1491, kdy proběhlo i vysvěcení kostela.
Od roku 1909 do roku 1911 byl kostel restaurován pod dohledem kněze Johanna Maria Reiter. Během této doby došlo k obnovení zasklení oken a odkrytí fresky svatého Kryštofa. Další restaurování interiérů se uskutečnilo v letech 1956 a 1996. Zde byly na severní straně svatyně vloženy dveře.

## Architektonický popis exteriéru

### Presbytář
Východně orientovaný presbytář je půdorysně tvořen obdélníkem na který navazuje trojboký závěr. Jednotlivé stěny presbytáře jsou od sebe odděleny pomocí stupňovitých opěrných pilířů, které jsou povrchově upraveny oranžově zabarvenou omítkou, na které je vytvořen za pomoci šedé barvy vzor zdiva z kamenných opracovaných kvádrů.
V každé z pěti stěn presbytáře se nachází štíhlé a vysoké okno zakončené ve vrchní části lomeným obloukem. Okna jsou trojitě dělena pomocí 2 svislých prutů, které končí v horní části v kýlových obloucích s nosy, nad nimiž je kamenná kružba s plaménkovými tvary.
Zasklení těchto oken je provedeno pomocí nebarevné vitráže.
Ve stěnách presbytáře se nachází i menší okna, která jsou umístěna v jejich dolní části a jejich funkce je osvětlování krypty.
Poslední vnější částí presbytáře je střecha, která ve své dolní části kopíruje tvar presbytáře a ve vrchní části se sbíhá do jednoho hřebene, který pokračuje nad trojlodní halou. Jako střešní krytina jsou použity štípané dřevěné šindele, což je typické pro alpskou oblast.

### Trojlodí
Další významnou částí je trojlodní podélná hala, která navazuje na presbytář a má pro kostely typickou východ X západ orientaci. Hala má půdorysný tvar obdélníku a z exteriéru ji tvoří tři stěny.
Jižní stěna je členěna celkem osmi okny. Okna jsou oproti presbytáři znatelně nižší a objevuje se na nich víc variací plaménkové výzdoby v kružbách, ale také čtyřlalok, který je použit na dvou oknech. Dále je jižní stěna členěna pomocí dvou stupňovitých opěrných pilířů, které jsou opatřeny stejnou povrchovou úpravou jako pilíře u presbytáře.

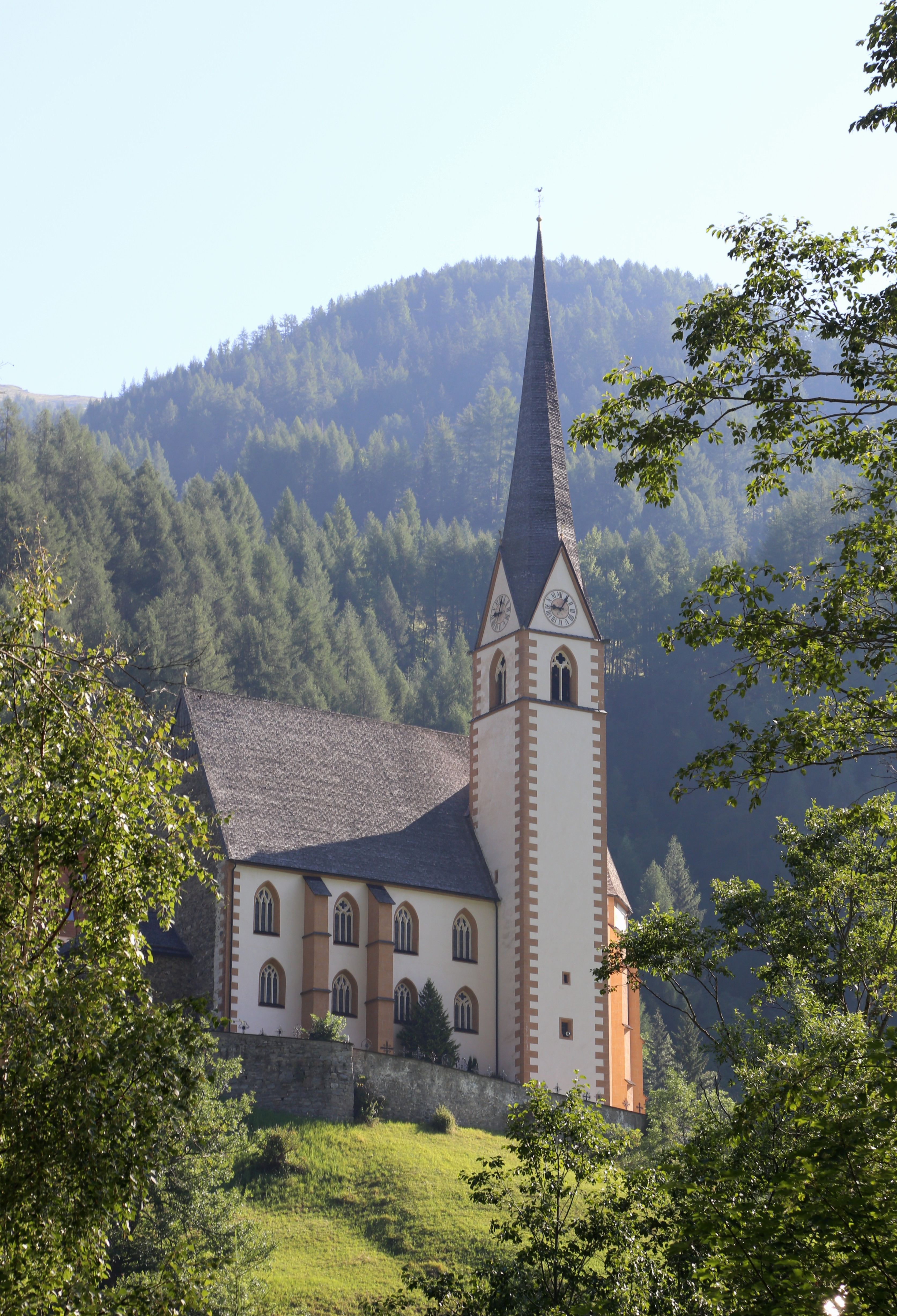
Pohled od jihozápadu

Severní stěna je řešena obdobně jako jižní, ale s absencí opěrných pilířů. Obě stěny lodi jsou omítnuty bílou omítkou. Třetí západní stěna je ponechána neomítnuta a nejsou na ní žádné prvky. Poslední částí haly je sedlová střecha, která ji zastřešuje a pokračuje až nad presbytář.

### Kostelní věž
Kostelní věž, která je připojena k hale na její jižní straně je bezesporu hlavní dominantou kostela. Věž je postavena na čtvercovém půdoryse a celkově se tyčí do výšky 34 metrů. Na věži jsou umístěna v oblasti zvonice čtyři okna zakončená lomeným obloukem.
Okna jsou nezasklena a jsou dvojitě dělena pomocí jednoho svislého prutu, který je centricky umístěn v okenním otvoru a v horní části okna končí v kýlových obloucích. Okna jsou opatřena kružbou ve tvaru čtyřlaloku. Kostelní věž zastřešuje velmi vysoká a strmá střecha ve tvaru osmistranného jehlanu, což je typickým znakem kostelů v alpských oblastech. Střecha je opět pokryta střešní krytinou ze štípaných dřevěných šindelů.

### Vstupní předsíň
Poslední částí viditelnou z exteriéru je vstupní předsíň, která je připojena k západní stěně trojlodní haly. Předsíň je řešena jako kvádrovitý objekt zastřešen sedlovou střechou, jejíž hřeben sahá přibližně do 1/3 výšky trojlodí. Na jižní straně se nachází vstupní pozdně gotický lomený portál s masivními dřevěnými dveřmi jejichž kování je dochováno z konce 15. století.

## Architektonický popis interiéru

### Vstupní předsíň

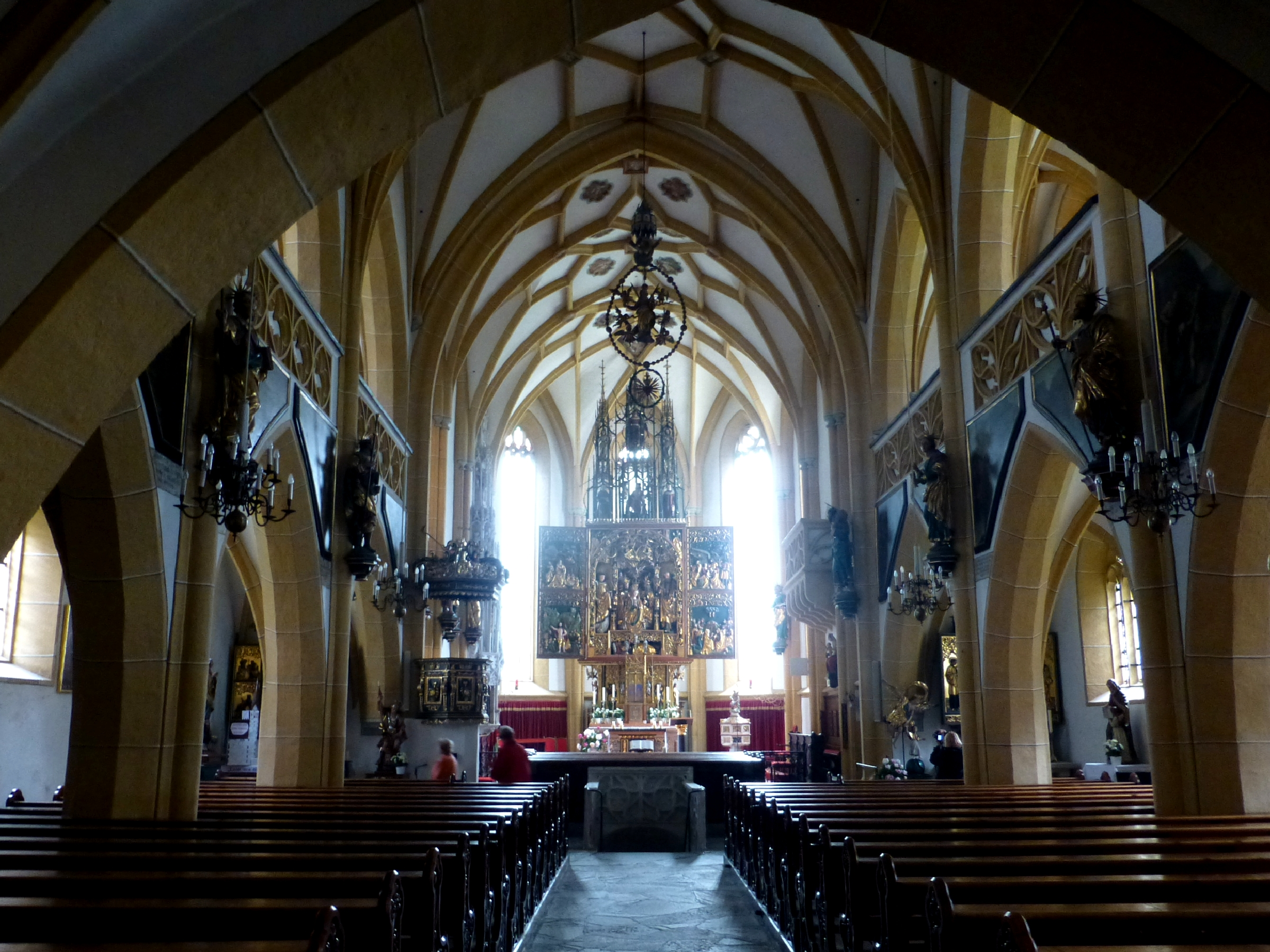
Pohled z předsíně směrem k presbytáři

Do kostela se vstupuje pozdně gotickým lomeným portálem, který vede do předsíně, což je místnost obdélníkového půdorysu zastropena hvězdicovou klenbou. Předsíň je řešena poměrně stroze, což je dáno její vizuálně nedůležitou funkcí.

### Trojlodí
Z předsíně se vstupuje lomeným portálem přímo do hlavní lodi trojlodí.
Trojlodí je postaveno na obdélníkovém půdoryse a je tvořeno třemi stejně vysokými loděmi.
Prostřední hlavní loď je výrazně širší, než dvě postranní lodě. Hlavní loď je zastropena síťovou žebrovou klenbou. Žebra klenby jsou jednoduchého klínového tvaru a jsou zvýrazněna oranžovou omítkou, která kontrastuje s bílým omítnutím kápí. V prostoru na kápích klenby jsou malbou vyobrazeny erby hrabství Görz.

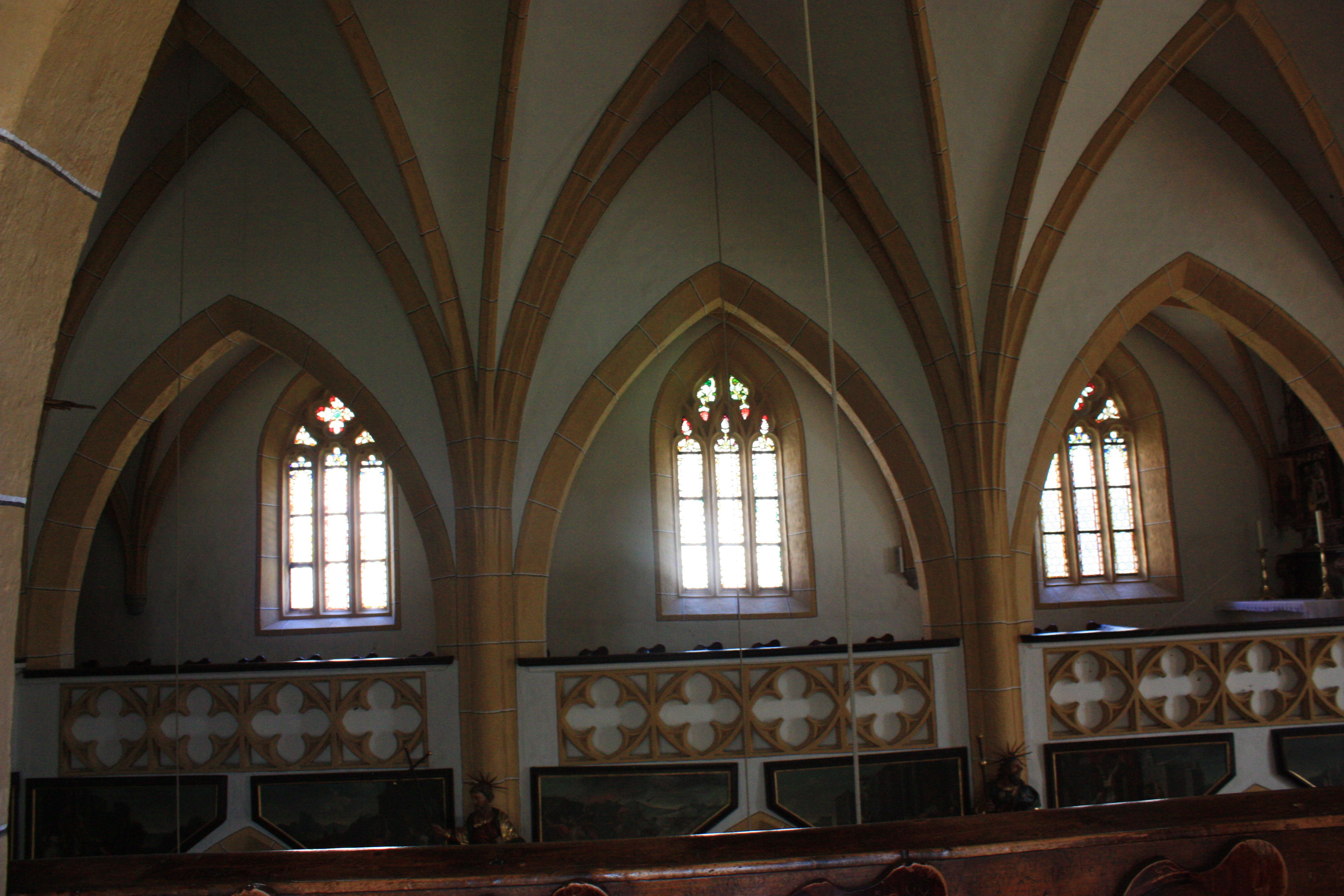
Pohled na severní tribunu

Tribuna spočívá na křížové klenbě, která je nesena z jedné strany arkádou a z druhé strany zdí kostela. Arkáda je tvořena mohutnými pilíři, na nichž je uložen hrotitý oblouk a příporami, do nichž se sbíhají jednotlivá žebra klenby hlavní lodi. Přípory mají jednoduchý kruhový průřez a jsou omítnuty oranžovou omítkou. Další částí tribuny je její zábradlí, které je u obou tribun odlišné. Na severní tribuně je zábradlí zdobeno slepými kružbami se vzorem čtyřlaloku, zatímco na jižní tribuně je zdobené slepými kružbami s plaménkovými tvary.
Celé trojlodí je osvětleno celkově šestnácti okny, která jsou na bočních lodích, přes které světlo vstupuje i do hlavní lodi.

### Presbytář a vítězný oblouk

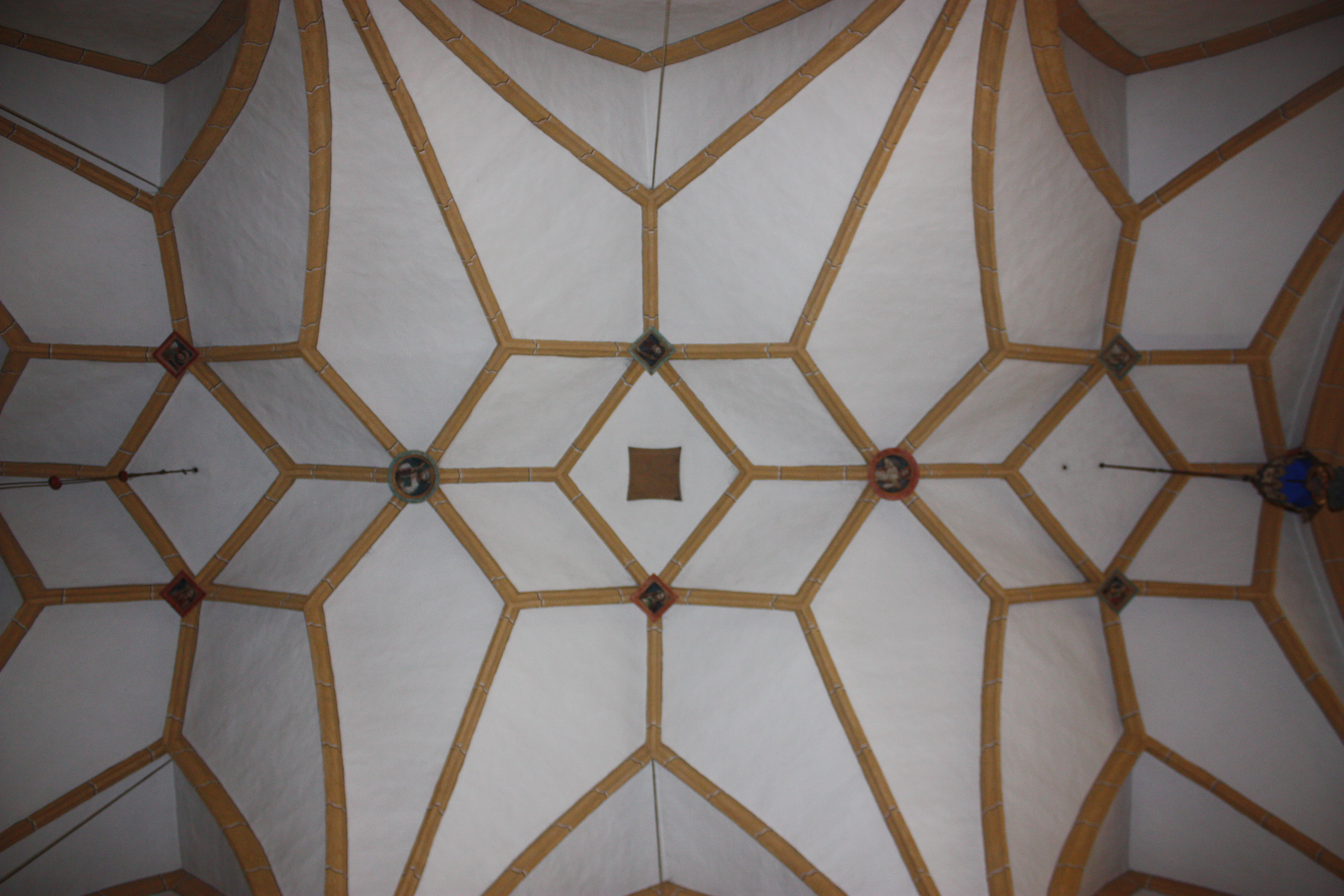
Klenba hlavní lodi

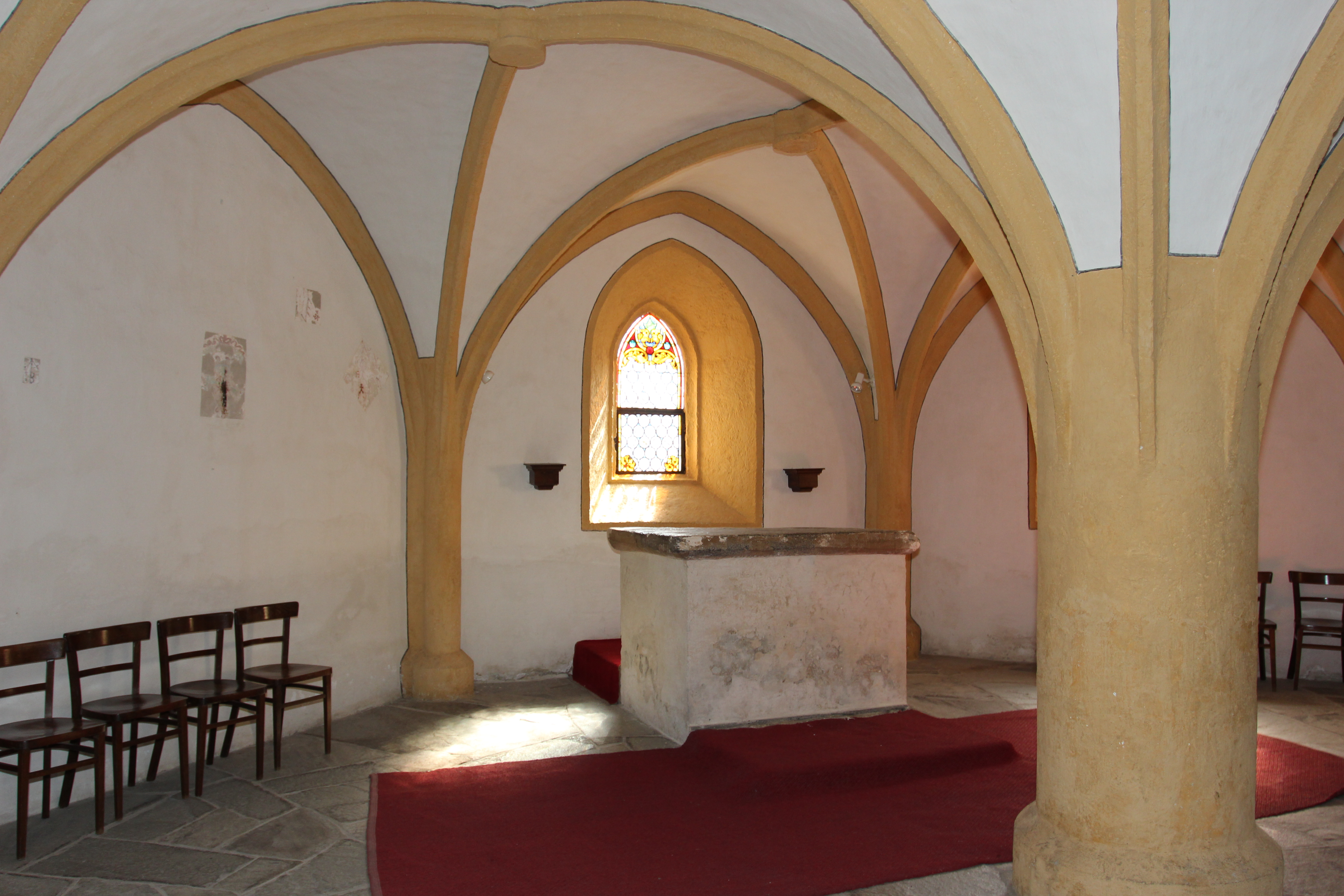
Krypta

Na trojlodí navazuje presbytář, který je od něj oddělený vítězným obloukem, na kterém je vyobrazeno datum 1493. Jedná se o dataci dokončení a vysvěcení kostela. Vítězný oblouk má poměrně komplikovaný průřez skládající se z vyžlabené střední části a po stranách tvar, který se zdá jako klínový. Vítězný oblouk je povrchově upraven stejně, jako žebra kleneb. Presbytář  má půdorysný tvar poloviny osmiúhelníku a je zastropen hvězdicovou žebrovou klenbou spočívající na šesti subtilních svazčitých příporách kruhového průřezu. Presbytář je osvětlen celkem pěti vysokými okny zmíněnými v popisu exteriéru. Ve svornících hvězdicové klenby jsou malby svatých a v prostoru kápí jsou malby erbu hrabství Görz. Žebra klenby jsou obdobně barevně zvýrazněna, jako v hale. Po celém vnitřním obvodě presbytáře se táhne podokenní římsa, která je přerušována pouze v místech průchodu přípor. Římsa je obdobně jako žebra kleneb a přípory omítnuta oranžovou omítkou kontrastující s bílou stěnou presbytáře.

### Krypta
Vstup do krypty je těsně před presbytářem a tvoří ho přímé kamenné schodiště. Půdorysně krypta kopíruje presbytář, který je nad ní, a je osvětlena již zmíněnými malými okny umístěnými zhruba dva metry nad úrovní terénu. Krypta je zastropena žebrovou klenbou, která spočívá na velmi masivních kruhových pilířích umístěných uprostřed krypty a na dalších méně masivních příporách, které jsou umístěny v jejích rozích a kopírují tak umístění přípor, které nesou klenbu presbytáře.

### Vybavení interiéru
Vybavení interiéru, které se v kostele nachází je velmi zdobné a časově různorodé. Nejhonosnějším předmětem je bezesporu pozdně gotický, jedenáct metrů vysoký, hlavní oltář, který je umístěn v presbytáři. Oltář  je z dílny takzvané Bolzánské školy a dokončen byl v roce 1520. V presbytáři se dále nacházejí novogotické oltáře, které byly přidány v roce 1909.
Další významnou výbavou kostela je oltář u hrobky blahoslaveného Brictia, který pochází ze 17. století a je na něm vyobrazena stětí Jana Křtitele. Dále jsou v kryptě například konzolové figury svatého Agidise a Dionýsa.

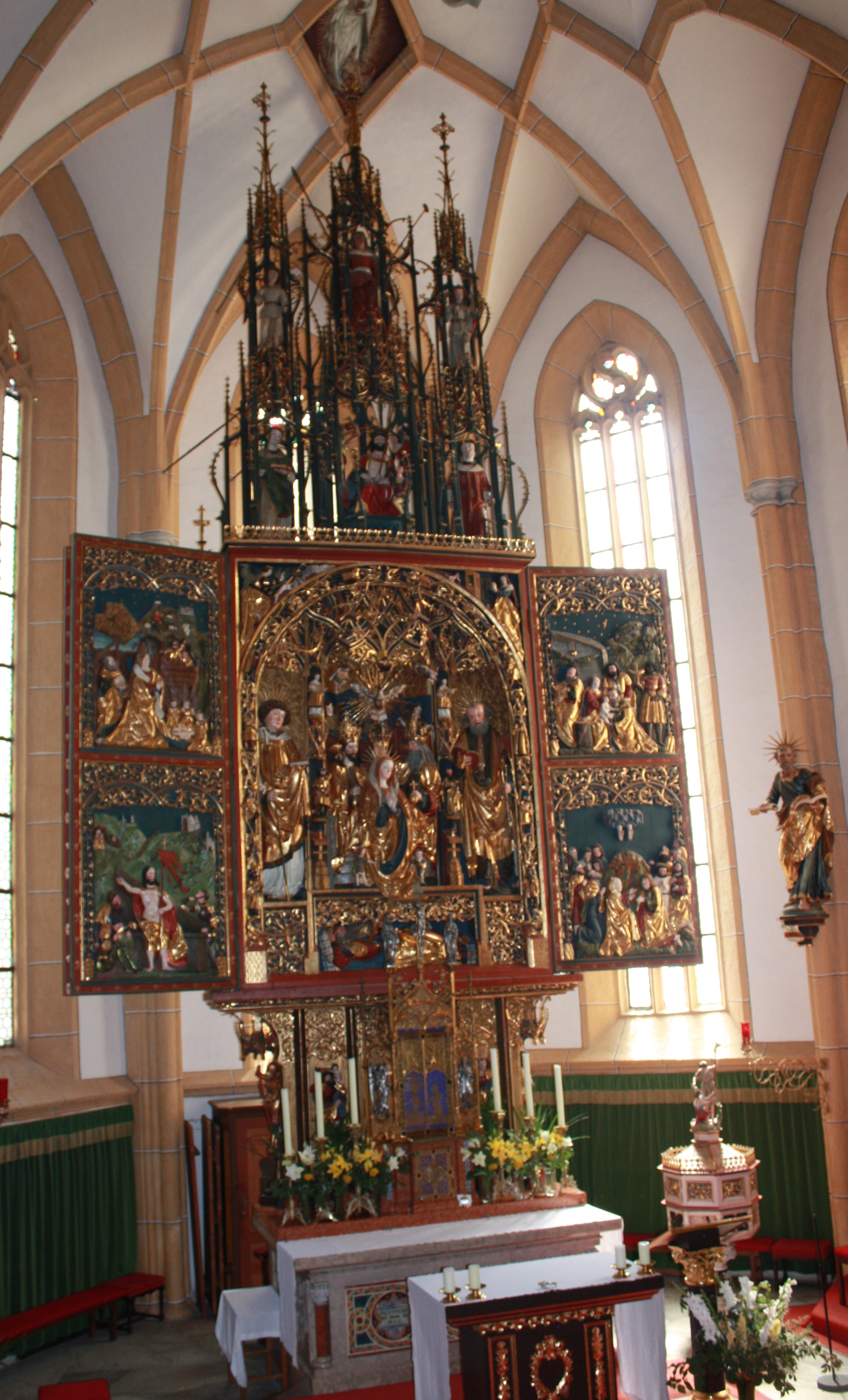
Hlavní oltář

Nejnovějším předmětem jsou varhany z roku 1908.

## Pověst
Podle pověsti obdržel dánský princ Brictius během návštěvy v Konstantinopoli od byzantského císaře Konstantina VII. náboženskou relikvii v podobě lahvičky se svatou krví. Během návratu z Konstantinopole procházel oblastí okolo Heiligenblutu, kde ho zastihla sněhová vánice. Brictius se ve vánici ztratil a zemřel na podchlazení.
Obyvatelé Heiligenblutu nalezli bezvládné tělo Brictia a lahvičku se svatou krví, která u něj ležela. Na místě, kde ho našli postavili poutní kapli, do které uložili onu posvátnou relikvii. Kaple se následně vlivem přestaveb rozrostla až na kostel dnešní podoby.

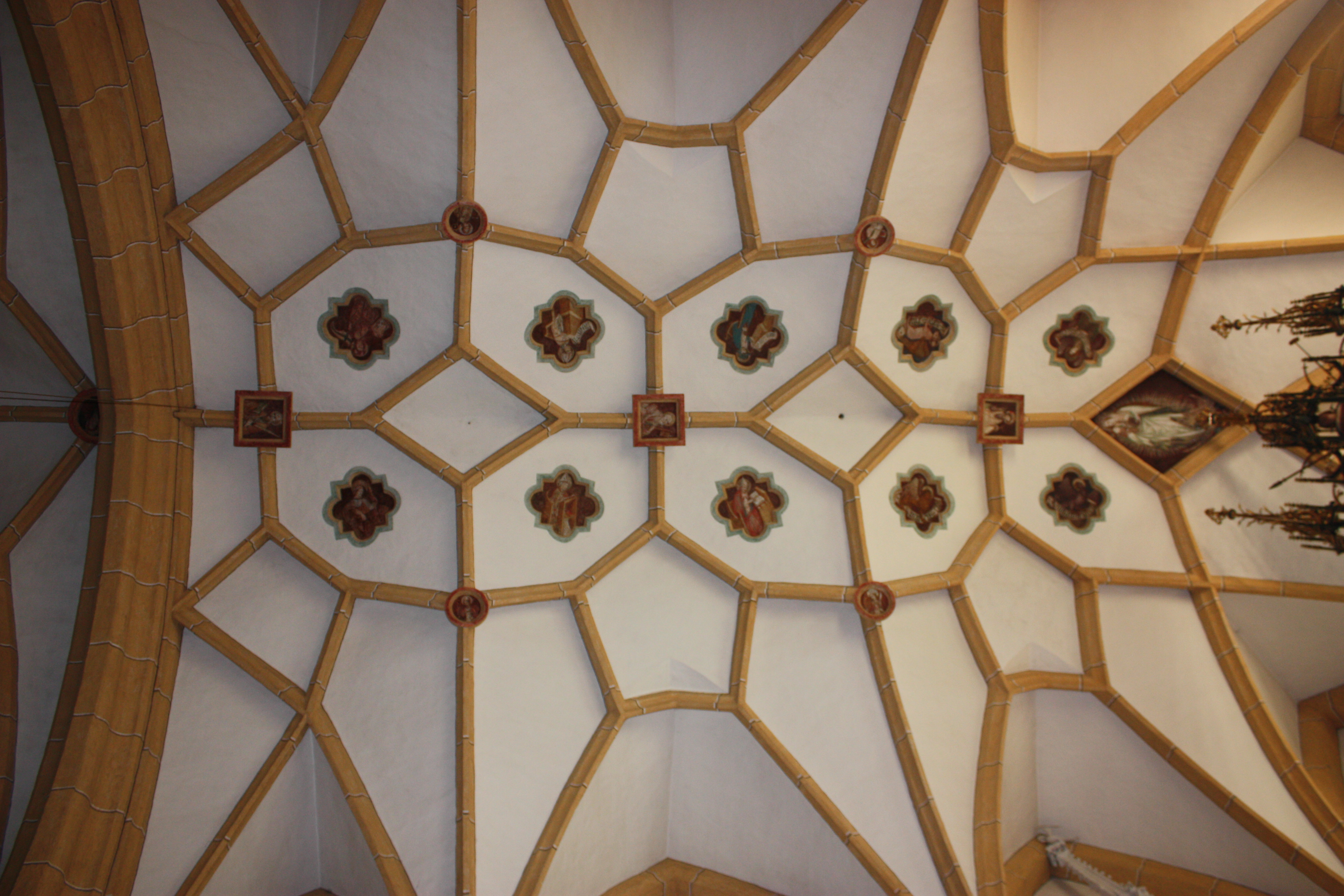
Klenba presbytáře s částí vítězného oblouku
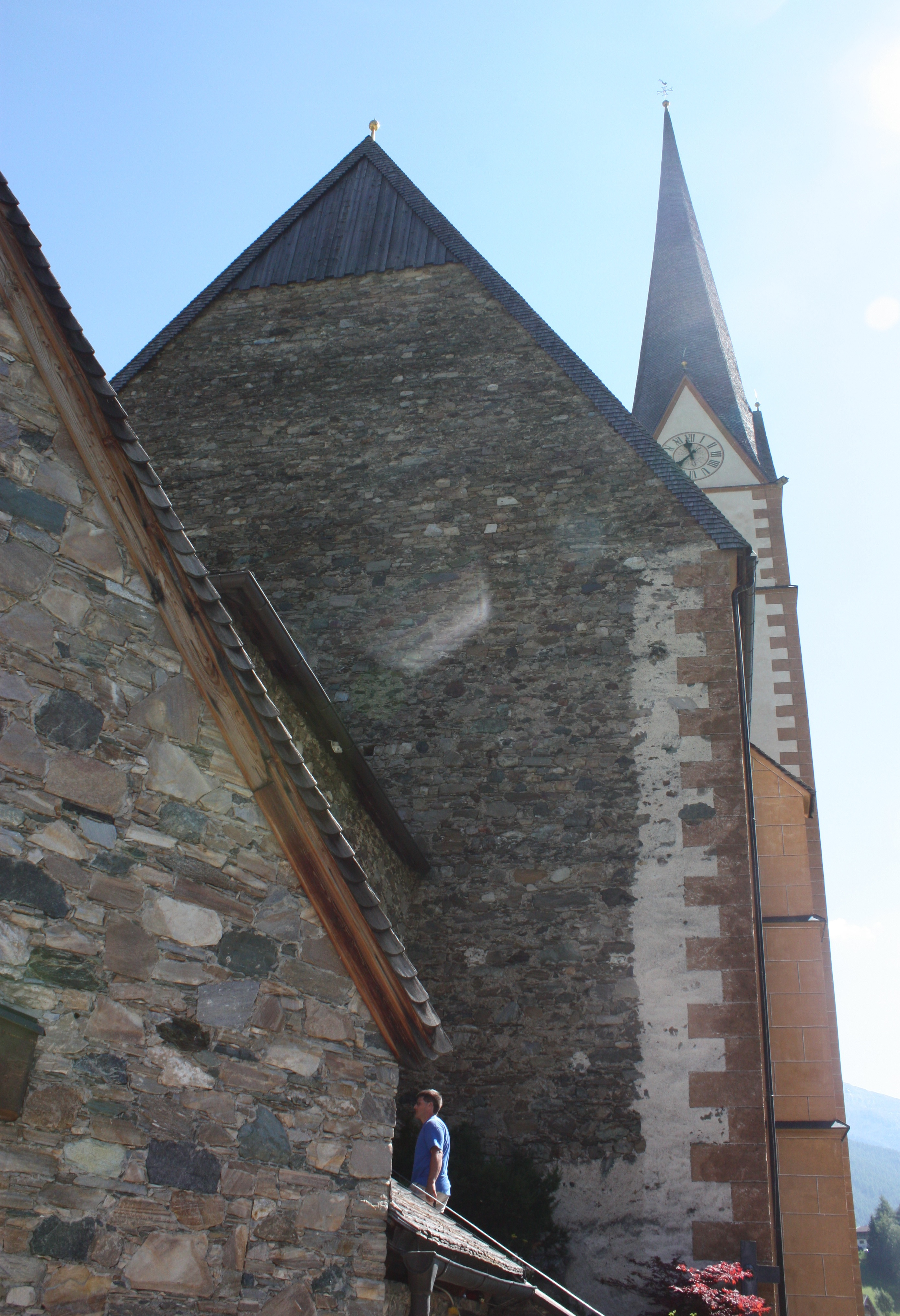
Neomítnutá západní stěna kostela
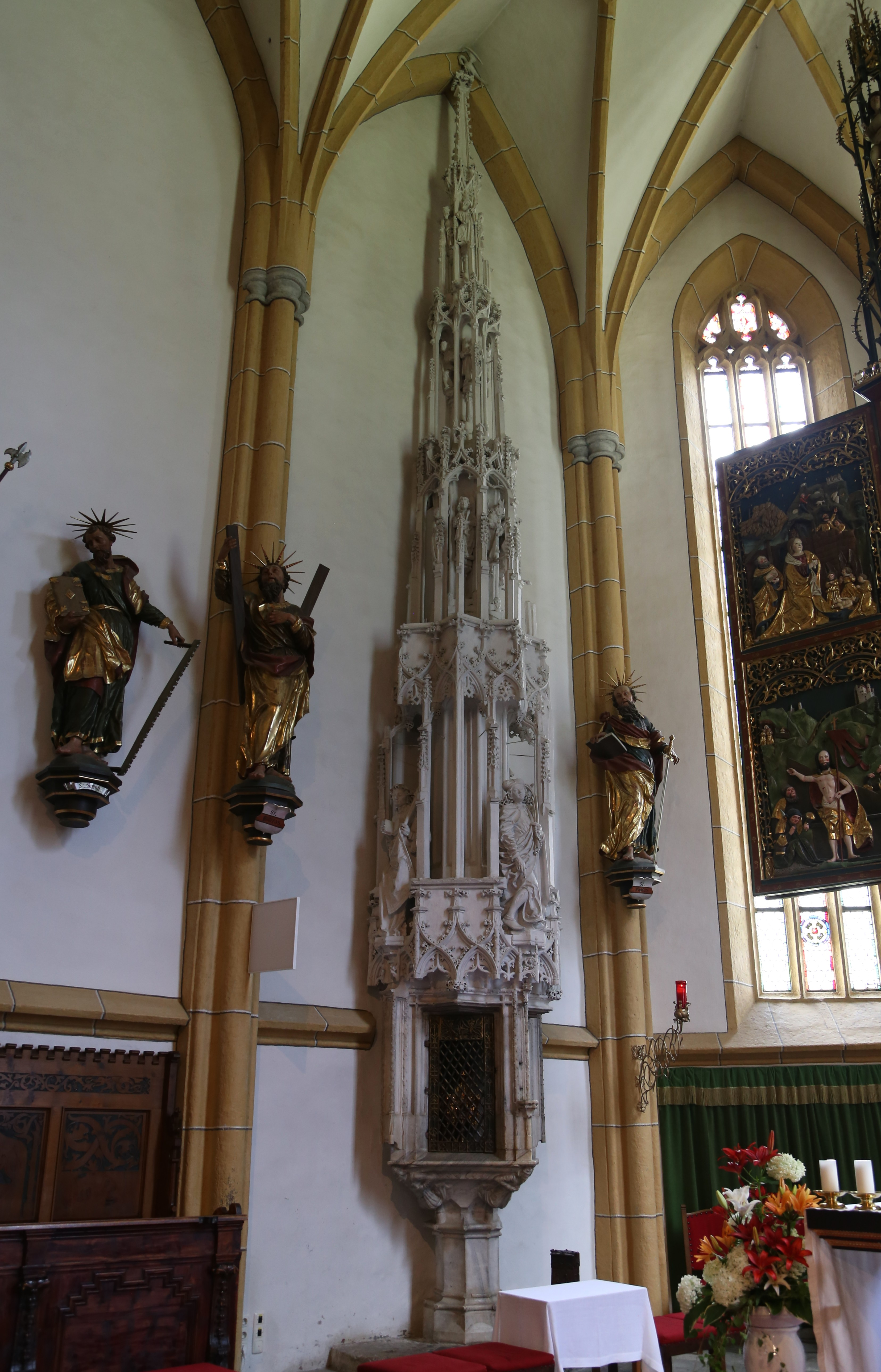
Pohled na boční oltář a svazčité přípory umístěné v presbytáři
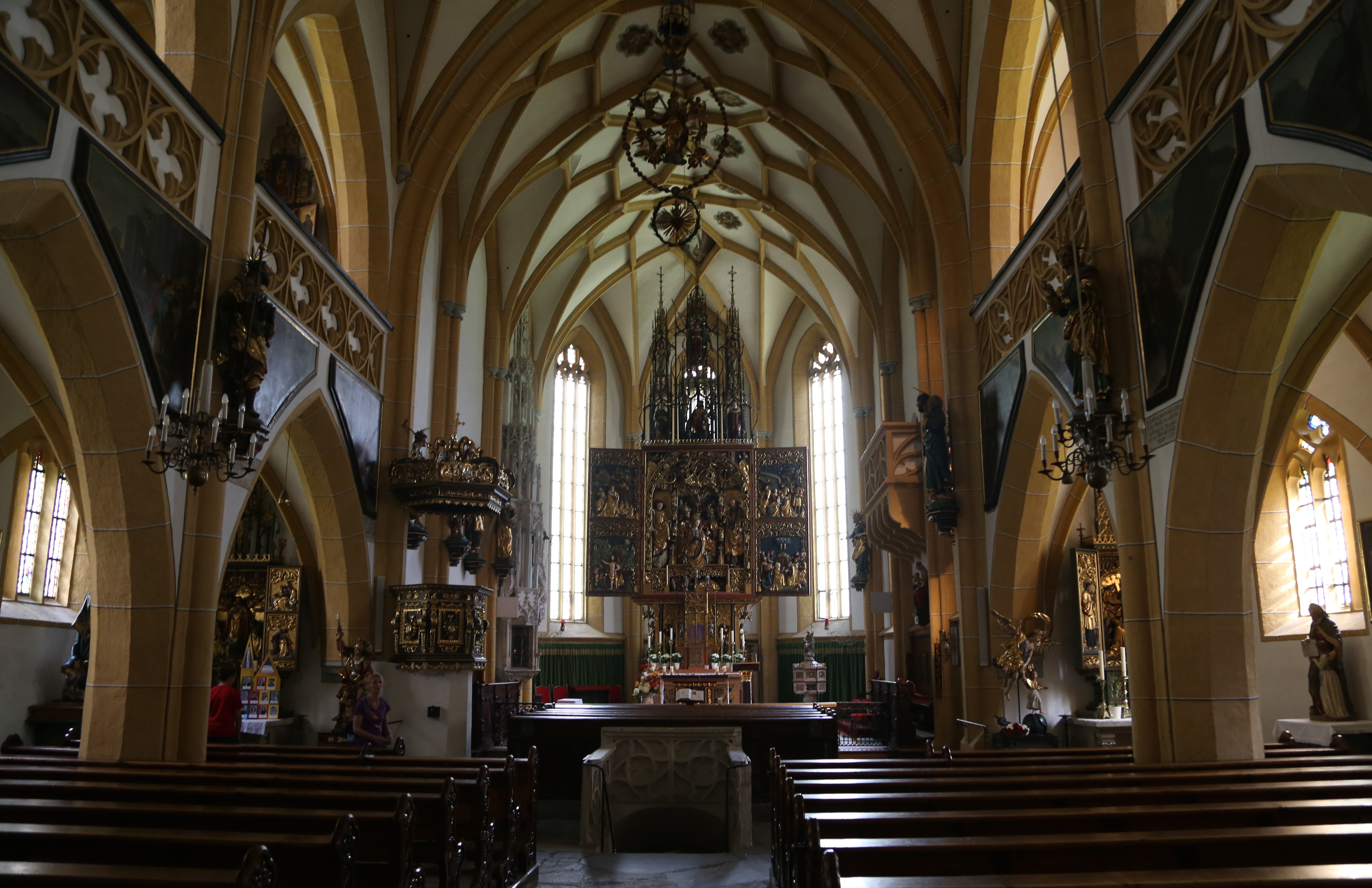
Pohled na hlavní oltář z hlavní lodi
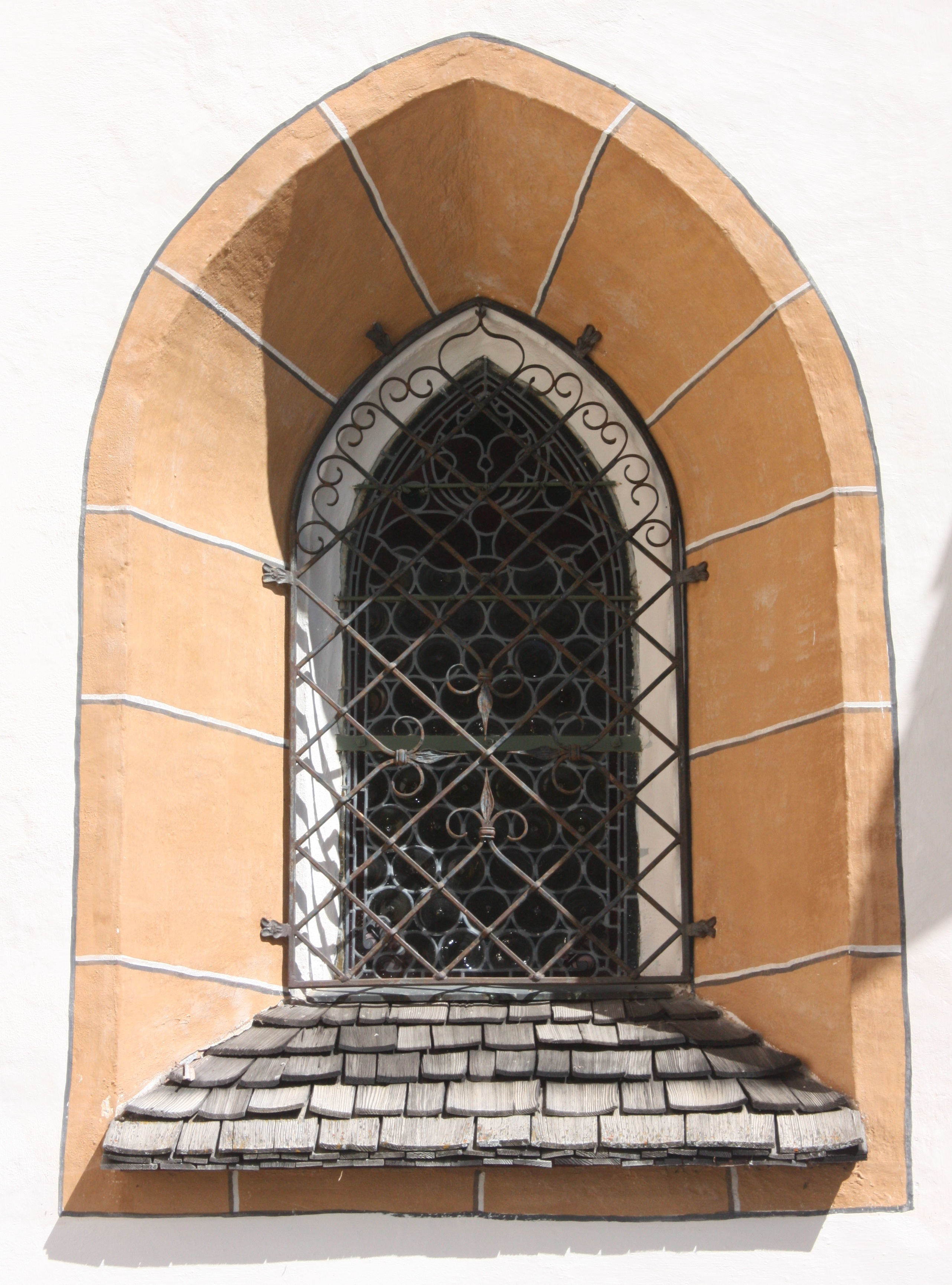
Lomené okno osvětlující kryptu